# Pavel Saprikin
Pavel Saprikin (* 28. Mai 1990) ist ein usbekischer E-Sportler aus Taschkent.
Saprikin spielt unter dem Nicknamen „Gringo“ für den Clan Storm die Fußballsimulation FIFA 13. Am 27. April 2013 konnte er sich beim nationalen Finale des Zo'r-Zo'r-UCG-FIFA-2013-Turniers in der usbekischen Hauptstadt Taschkent gegen über 500 Teilnehmer durchsetzen und erstmals für ein Turnier der Asienspiele qualifizieren. Sein bislang (Stand: 4. Juli 2013) größter Erfolg im E-Sport ist der Gewinn der Goldmedaille bei den vierten Asian Indoor and Martial Arts Games im südkoreanischen Incheon 2013. Es war die erste Goldmedaille Usbekistans bei den Spielen 2013. Er folgte damit dem Iraner Davoud Khoei, der vier Jahre zuvor die Hallenspiele in FIFA 2009 gewann. Durch die Zusammenlegung der Asian Indoor Games und der Asian Martial Arts Games und der damit verbundenen veränderten Austragungsfrequenz auf vier Jahre gab es 2011 keinen Wettbewerb.